# Liste der Olympiasieger im Rudern
Die Liste der Olympiasieger im Rudern bietet einen Überblick über sämtliche Medaillengewinner in den Ruderwettbewerben der Olympischen Sommerspiele. Aufgrund der umfangreichen Datenmenge erfolgt eine Unterteilung in vier Teillisten.
- Unter „Medaillengewinner“ sind sämtliche männlichen Medaillengewinner seit 1900 aufgeführt.
- Unter „Medaillengewinnerinnen“ sind sämtliche weiblichen Medaillengewinner seit 1976 aufgeführt.
- Die Liste „Die erfolgreichsten Teilnehmer“ führt sämtliche Athleten auf, die mindestens zwei Goldmedaillen gewonnen haben.
- Die Liste „Nationenwertungen“ enthält die Medaillenspiegel, aufgeschlüsselt nach Gesamtzahl der gewonnenen Medaillen und nach Geschlecht.